# Eric Kpadé
 (juin 2023).
Eric Kpadé (né le 23 septembre 1958 à Lomé) est un homme politique togolais membre du Rassemblement du peuple togolais (RPT), député de 1999 à 2007.

## Biographie
Kpadé est diplômé de l'École nationale d'administration de Lomé et de l'École internationale d'investigation de détective expert de Liège.
Il est inspecteur des douanes de 1992 à 1993 avant de devenir préfet de la préfecture des Lacs (1993-1996) et préfet de la préfecture de Tchaoudjo (1996-1997). Il est élu à l'Assemblée nationale avec 65,25 % des voix lors des élections législatives de mars 1999, en tant que candidat du RPT dans la troisième circonscription de la préfecture des Lacs. De mai 1999 à octobre 2002, il est vice-président de la commission des finances et du commerce à l'Assemblée. Il est également nommé membre de la commission nationale de lutte contre la corruption et le sabotage économique le 14 septembre 2001. Il est réélu comme député lors des élections législatives d'octobre 2002 dans la même circonscription. En décembre 2002, il est élu deuxième vice-président de l'Assemblée nationale par ses pairs.
Il plaide en la faveur de la succession de Faure Gnassingbé lors de l'élection présidentielle togolaise de 2005,. Lors du 9e congrés du RPT en décembre 2006, Kpadé est élu membre du comité central du RPT dans la préfecture des Lacs.
Lors des élections législatives d'octobre 2007, il est le premier candidat sur la liste du RPT dans sa circonscription électorale mais les trois sièges mis en jeu sont récupérés par le parti d'opposition Union des forces de changement (UFC).
Il est membre de la CENI de 2017 à 2022. Il appartient alors à la sous-commission chargée des Finances, des Affaires administratives et juridiques et de la sous-commission des Opérations électorales, de la Formation et de l'Informatique.

## Décorations
- Commandeur de l'ordre du Mono (2005)[13]